# Mara Hope (navio)
Mara Hope é um navio petroleiro que encalhou na costa da cidade de Fortaleza, estado do Ceará, Brasil, no dia 6 de março de 1985, próximo ao Marina Park Hotel, sendo atualmente uma atração turística da cidade.

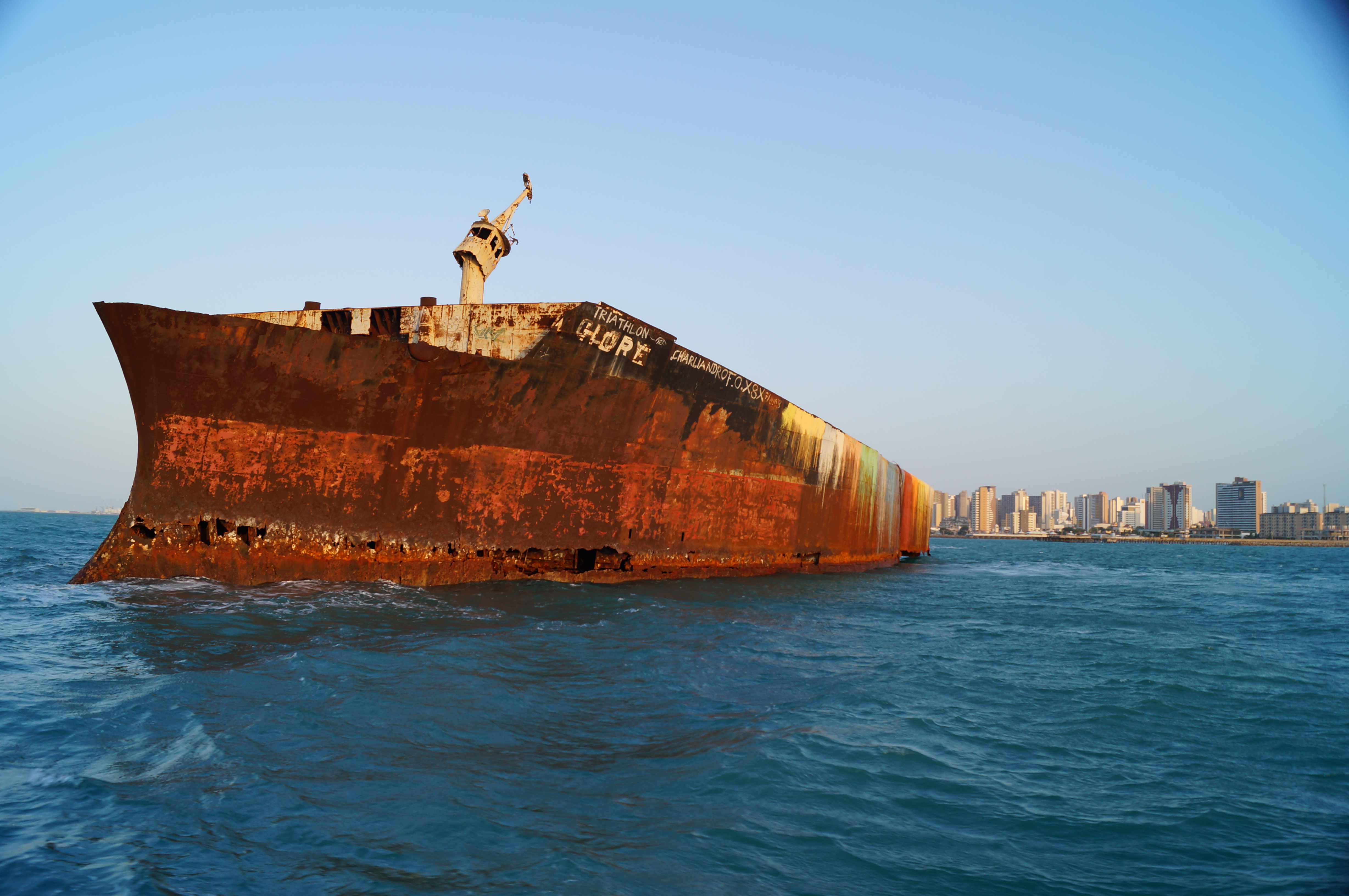
Seção da proa do Mara Hope, na parte superior do convés, a antiga cabine de um guindaste

## História
Fabricado em abril de 1967 pelo estaleiro soviético Amur Shipyard em Komsomolsk-on-Amur, foi primeiramente chamado de Vladimir Konovalov, em honra do almirante da Marinha Soviética de mesmo nome. Posteriormente, foi renomeado de Asian Glory (1979) e, por fim, Mara Hope (1983). Pertenceu às empresas Bona Shipping, Carpathia Trading e, por último, à Commercial Maritime, cuja sede estava localizada na cidade de Monróvia, na Libéria.
Em 1983, sofreu um incêndio que durou quatro dias, o qual atingiu a casa de máquinas do navio quando estava ancorado em Port Neches, no Texas, Estados Unidos. Todos os 40 tripulantes saíram do navio sem nada sofrer. Além disso, cerca de 150 moradores das imediações do porto tiveram que ser evacuados, devido ao risco de explosão da embarcação.
Em 1984, em decorrência de sua destruição pelo incêndio, teve perda total e foi destinado para Taiwan, condenado ao desmonte. Contudo, no meio da viagem, enquanto rumava a Cabo Horn, na América do Sul, em 1985, o seu rebocador, Progress II, teve problemas mecânicos na costa brasileira, ficando ancorado no Porto do Mucuripe, em Fortaleza.
Em 6 de março do mesmo ano, em meio a uma forte tempestade à noite, com maré alta, as amarras do Mara Hope se soltaram e a embarcação derivou 1,6 km até encalhar em um banco de areia nas proximidades da Praia de Iracema, ao lado do estaleiro da Indústria Naval do Ceará. Há, entretanto, outra versão da história, não confirmada, de que o rebocador que estava conduzindo o Mara Hope teve problemas e foi obrigado a soltar as amarras, deixando-o à deriva no mar. Houve diversas tentativas de recuperação e reflutuação do navio, usando rebocadores da Petrobras, mas devido aos grandes danos no casco e também devido a profundidade do banco de areia em que estava encalhado, todas elas falharam. Em 21 de março, foi declarado como perdido pelo seu proprietário.

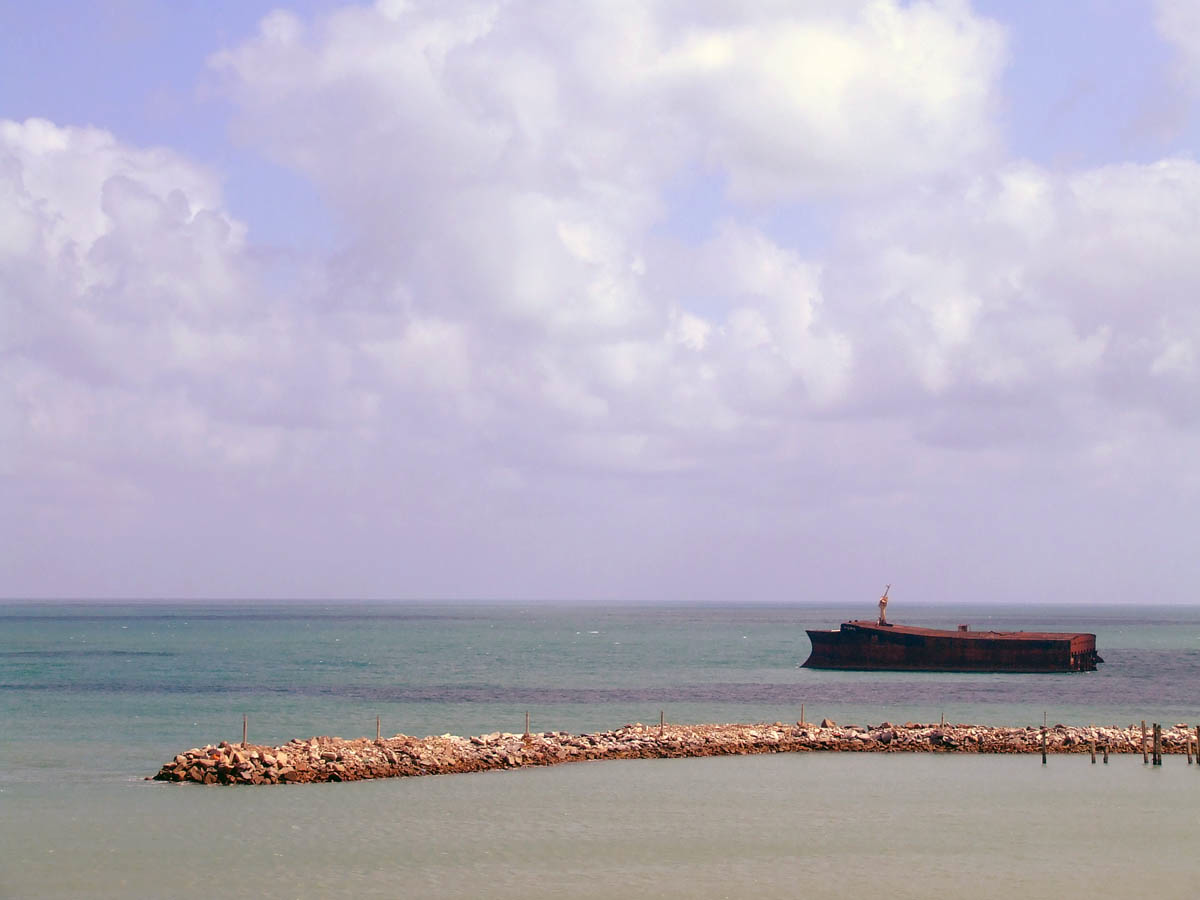
Mara Hope em 2014.

Depois de confirmada a sua perda, o navio ficou abandonado durante anos sob a ação de vândalos até que a empresa Metal Mecânica do Ceará comprou a embarcação e iniciou uma grande operação de desmanche, para reaproveitar tudo que pudesse ser reutilizado (motor, lastros, leme, hélice, parte elétrica, instrumentos de navegação etc.), em um trabalho que durou cerca de 5 anos, com vários trabalhadores equipados com potentes maçaricos à gás cortando as chapas metálicas do petroleiro. O desmonte foi concluído por sucateiros locais, restando no local somente seu casco vazio. Atualmente, está fora da água somente 30% da estrutura original do navio. 
Hoje, a extinta embarcação é um curioso ponto turístico da cidade, que pode ser visto em diferentes pontos da orla marítima de Fortaleza. Constantemente, grupos de mergulhadores exploram as formações de corais presentes na parte submersa.Atualmente de propriedade da União, o navio permanecerá até o fim dos seus dias no mesmo local, já que segundo a Capitania dos Portos é inviável a sua recuperação.

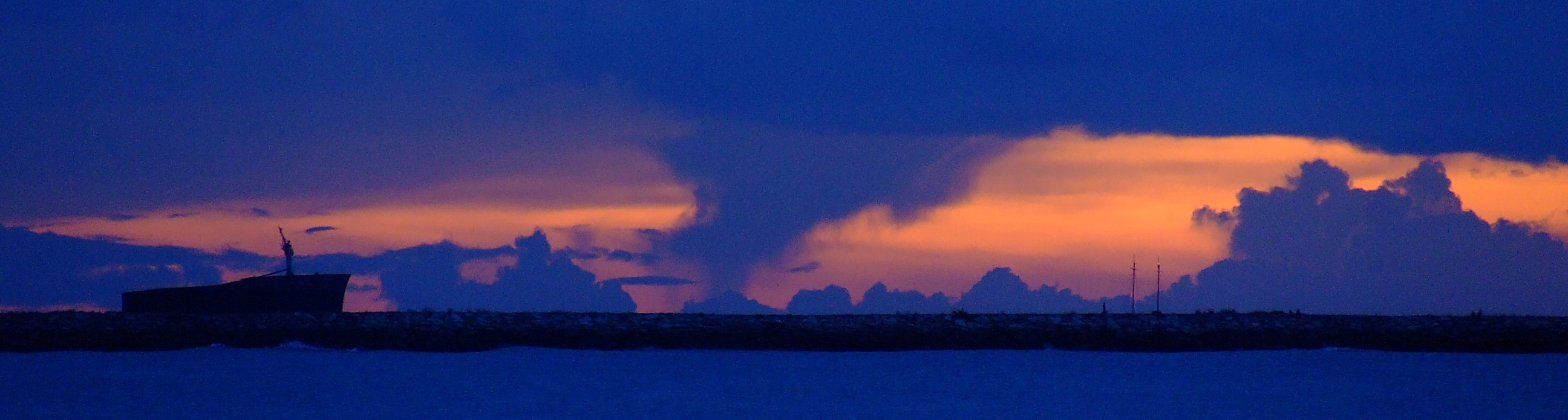
Silhueta do Mara Hope no pôr do sol da Praia de Iracema.